# 7701 Zrzavý
7701 Zrzavý este un asteroid din centura principală de asteroizi.

## Descriere
7701 Zrzavý este un asteroid din centura principală de asteroizi. A fost descoperit pe 14 octombrie 1990 la Observatorul Kleť de Antonín Mrkos. Asteroidul prezintă o orbită caracterizată de o semiaxă mare de 2,69 ua, o excentricitate de 0,24 și o înclinație de 3,3° în raport cu ecliptica.